# Jacques Chiron
Pour les articles homonymes, voir Chiron.
Jacques Chiron, né le 3 octobre 1949, est un homme politique français, sénateur de l'Isère entre le 1er octobre 2011 et le 1er octobre 2017.

## Biographie
Agent de la DGCCRF, Jacques Chiron est membre du Parti socialiste.
Ancien conseiller général du canton de Grenoble-4, il est jusqu'en 2014 adjoint au maire de Grenoble et conseiller de la Communauté d'agglomération Grenoble Alpes Métropole.
Élu sénateur de l'Isère le 25 septembre 2011, il appartient au groupe socialiste et siège à la commission de la culture, de l'éducation et de la communication.